# Verdensmesterskabet i fodbold 1966 - finalen
Finalen om verdensmesterskabet i fodbold 1966 var den 8. finale siden turneringens etablering i 1930. Den blev spillet den 30. juli 1966 foran 96.924 tilskuere på Wembley Stadium i Englands hovedstad London, og skulle finde vinderen af VM i fodbold 1966. De deltagende hold var hjemmeholdet England og Vesttyskland. Det engelske hold vandt kampen med 4-2 efter forlænget spilletid, da den ordinære kamp var endt 2-2.
Kampen blev ledet af den schweiziske dommer Gottfried Dienst.

## Kampen

### Detaljer
| 30. juli 1966 15:00 (BST) |

| England                            | 4 – 2   | Vesttyskland             |
| ---------------------------------- | ------- | ------------------------ |
| Hurst 18', 101', 120' · Peters 78' | Rapport | 12' Haller · 89' Weber · |

| Wembley Stadium, London Tilskuere: 96.924 Dommer: Gottfried Dienst (Schweiz) |

| England | Vesttyskland |

51°33′20″N 0°16′47″V / 51.5556°N 0.2797°V